# Tôm vằn
Tôm vằn (Danh pháp khoa học: Penaeus semisulcatus) là một loài tôm nước ngọt trong họ Penaeidae. Đây là một loài tôm có giá trị thương phẩm. Chúng còn được gọi là tôm cỏ, tôm he vằn, tôm he rằn, tôm bông.

## Đặc điểm
Tôm vằn là loài tôm có kích thước lớn, thích ứng với nhiệt độ cao, độ mặn cao, ăn tạp, có giá trị kinh tế như tôm sú cùng cỡ, có màu sắc tươi sáng, khoang trắng và khoang xanh (màu xanh đậm) rõ rệt; tôm bơi lội nhanh nhẹn, vỏ bóng mượt, phần phụ đầy đủ. Điều dễ nhận biết nhất ở tôm rằn so với tôm sú là đôi râu I có sự phân đốt rõ rệt, mắt tôm rằn to hơn mắt tôm sú cùng cỡ.
Đối với tôm cái, chọn tôm có trọng lượng từ 80 – 150g/con và có buồng trứng. Đối với tôm đực, chọn tôm có trọng lượng từ 60 – 100g/con và có chứa túi tinh trong thelycum. Tôm bị các bệnh ngoài da như ăn mòn phần phụ, cụt râu, mòn đuôi. Chúng phân bố ở độ sâu từ 2-130m, nền đáy cát hoặc cát bùn.

## Sinh sản
Ở cuống mắt của tôm (cả tôm đực và cái) có chứa phức hệ cơ quan X (tuyến nút), cơ quan X lại trực tiếp điều khiển tổng hợp hormon ức chế sự phát triển của tuyến sinh dục (GIH) và hormon ức chế lột xác (MIH). Khi cắt cuống mắt sẽ loại bỏ bớt phức hệ cơ quan X, từ đó làm giảm tác nhân ức chế sự phát triển của tuyến sinh dục (GIH); đẩy nhanh tiến trình lột xác; đồng thời thúc đẩy nhanh sự chín muồi tuyến sinh dục, thúc đẩy nhanh quá trình đẻ trứng và tăng số lượng trứng trong một chu kỳ lột xác.
Tôm thường đẻ trong khoảng thời gian nửa đêm về sáng. Sau 12 – 24 giờ trứng sẽ nở thành ấu trùng nauplius 1. Ấu trùng tôm rất nhạy cảm với môi trường. Ấu trùng tôm trải qua các giai đoạn biến thái (giai đoạn nauplius, zoea, mysis, postlarvae) để trở thành tôm trưởng thành. Mỗi một giai đoạn tương ứng với đặc điểm sinh học khác nhau của chúng 

## Tập tính ăn
Thức ăn tốt cho tôm là các động vật không xương ở nước mặn có chứa nhiều chất dinh dưỡng cần thiết cho sự sinh sản của tôm như các HUFA, đặc biệt là FPA, DHA, ArA…Các loại thức ăn như: giun nhiều tơ, hay ốc ký cư, hầu trìa mở, vẹm, mực, tôm. Khẩu phần ăn hằng ngày từ 10 – 20% trọng lượng cơ thể. Trong chăn nuôi, khi sử dụng các loại thức ăn tươi (tôm, mực…) nên cho tôm ăn nhiều lần trong ngày để tránh dư thừa thức ăn.
- Giai đoạn nauplius: Ấu trùng tôm ở giai đoạn nauplius sử dụng hoàn toàn noãn hoàng để dinh dưỡng.
- Giai đoạn zoea: 2 giờ sau khi chuyển sang giai đoạn zoea, tiến hành cho zoea ăn thức ăn tổng hợp (là tảo khô Spirullina, Fripark1, LansyZ-M, N0, AP0) và TZ002 Thức ăn được chia nhỏ thành nhiều lần.
- Khoảng 3 – 5 ngày sau, ấu trùng zoea chuyển sang giai đoạn ấu trùng mysis.Thức ăn ở giai đoạn này vẫn là thức ăn tổng hợp: Fripark2, LansyZ-M, N0, AP0 với liều lượng tăng hơn 0,5 - 1g/10 vạn mysis; cho ăn 8 lần/ngày. Ở giai đoạn này, ấu trùng mysis có khả năng bắt mồi chủ động nên có thể bổ sung thêm thức ăn là ấu trùng artemia để tăng dinh dưỡng cho ấu trùng tôm nuôi.
- Sau 3 – 5 ngày, ấu trùng mysis chuyển sang postlarvae (post). Sử dụng thức ăn tổng hợp Lansy, N0, AP0, Fripark với lượng 1 - 2g/10 vạn post và bổ sung thêm ấu trùng artemia. Do tôm rằn ăn tạp và có hiện tượng ăn lẫn nhau nên từ giai đoạn post8 trở đi cần phải theo dõi bể ương chặt chẽ, san thưa hoặc có thể đưa ra ngoài ao đất để ương.

## Nuôi tôm
Ở Việt Nam, mặc dù tôm rằn chưa được xem là loài nuôi chính như tôm sú, tôm chân trắng hay tôm càng xanh, nhưng mấy năm gần đây khi mà việc nuôi tôm sú, tôm chân trắng gặp nhiều vấn đề trở ngại như phát triển ồ ạt, thiếu quy hoạch, môi trường nước bị ô nhiễm, bùng nổ dịch bệnh dẫn đến hiệu quả kinh tế không ổn định.
Tôm rằn có thể nuôi xen canh với tôm sú đối với ao nuôi tôm sú chỉ nuôi được một vụ nhằm hạn chế dịch bệnh và giải quyết việc làm cho nông dân; nuôi ghép với cá rô phi làm tăng hiệu quả của ao nuôi lên khoảng 20% so với nuôi đơn cá rô phi; ngoài ra tôm rằn còn có thể nuôi ghép với ốc hương nhằm tận dụng triệt để nguồn thức ăn, tránh ô nhiễm. Chính vì thế tôm rằn đang được xem là đối tượng có giá trị kinh tế cao không thua kém các đối tượng nuôi chính hiện nay.